# 亞馬遜雷電鰻
亞馬遜雷電鰻，為輻鰭魚綱電鰻目短吻電鰻科的其中一種，為熱帶淡水魚，分布於南美洲委內瑞拉San Fernando de Atabapo流域，體長可達11.7公分，棲息在底中層水域，生活習性不明。